# Miguel Fidalgo Iglesias
Miguel Fidalgo Iglesias, né le 8 juin 1971, est un homme politique espagnol membre du Parti populaire (PP).

## Biographie

### Vie privée
Il est marié et père de deux filles.

### Carrière politique
Il est élu conseiller municipal de Vigo en 2007.
Le 20 décembre 2015, il est élu sénateur pour Pontevedra au Sénat et réélu en 2016.